# Annis Furs
Annis Furs, auch Newton Annis Furs, war eine bedeutende, 1887 gegründete Kürschnerei mit Pelzgroß- und Einzelhandel in Detroit, USA.

## Allgemein
Die Bevölkerung Detroits hatte sich, zuletzt besonders durch die expandierende Autoproduktion („Motown“), zwischen 1900 und 1950 verfünffacht und bot damit die Grundlage für den Absatz auch hochwertiger Gebrauchsgüter. Die jüngere Geschichte des Pelzhandels der Stadt war die der europäischen und asiatischen Einwanderer, die einen ersten Höhepunkt in den 1950er Jahren mit mehr als 100 Pelzhändlern erlebten. Detroits Pelzgeschäfte waren als Handwerksbetriebe um die Wende des 20. Jahrhunderts entstanden. Viele waren in Etagen arbeitende kleine Familienbetriebe, die größeren, wie Annis Furs, beschäftigten neben dem Verkaufspersonal in ihren Werkstätten viele qualifizierte Arbeitskräfte, wie Furrier (Kürschner), Machine Operators (Pelzmaschinen-Näher) und Fur Feeders (Pelz-Fütterer), sowie Hilfskräfte wie Fur Nailers (Pelz-Zwecker), Fur Cleaners (Pelz-Reiniger) und andere.
Oft hatten die Firmengründer nicht beabsichtigt, die Kinder ihre Unternehmen einmal weiterführen zu lassen. Die einsetzende, sehr erhebliche Zunahme des Absatzes von Pelzbekleidung veranlasste jedoch viele, aus ihren angesehenen Berufen doch in die elterlichen Betriebe einzusteigen. Die besten Jahre der Detroiter Pelzindustrie, in der sich ihr Umsatz verdreifachte, waren die 1970er und 1980er Jahre, die Branche erlebte „mit einem pulsierenden, 15-jährigen Modespektakel einen atemberaubenden Höhepunkt“. Die beiden größten Betriebe waren Robert's Furs in der Nähe des Capitol Theatre Buildings (1994 für das heutige Opernhaus abgerissen) und Annis Furs.
Nach 1950, als die Einwohnerzahl ihren Höchststand erreicht hatte, bis Anfang der 2000er Jahre verlor Detroit über 60 % seiner Bewohner. 35 % des Stadtgebiets wurden unbewohnt. Die Stadt wurde zu einem Synonym des Niedergangs ehemaliger Industriestädte. Der erste Niedergang der Detroiter Pelzunternehmen erfolgte mit dem Aktiencrash im Oktober 1987, dem Black Monday. Der zweite Auslöser war, als 1990 in der Kleinstadt Aspen, Colorado der Bürgermeister ein Referendum zum Verbot des Pelzverkaufs vorschlug und die Pelze, begleitet von Anti-Pelz-Demonstrationen, ein negatives Image bekamen. Der Detroiter Kürschner Arthur Bricker, 75 Jahre alt, machte 2014 zusätzlich den Modetrend zu lässiger Kleidung dafür verantwortlich: „Es gibt keinen Ort mehr, an dem man elegant sein kann. Das London Chop House und der Caucus Club waren die letzten Orte, an denen man zum Betreten Sakko und Krawatte tragen musste. Das haben wir verloren.“ In dem Jahr bestanden noch drei Kürschnereien mit Einzelhandel. Annis Furs hatte bereits zuvor, im Jahr 1986, die Geschäftstätigkeit beendet.

## Firmengeschichte

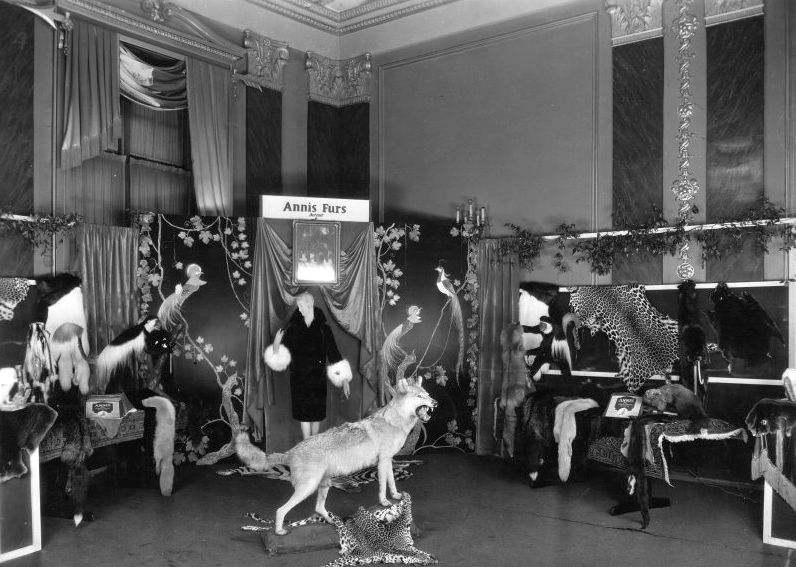
Sonderdekoration auf der Etage (1921)

Fell-Lager
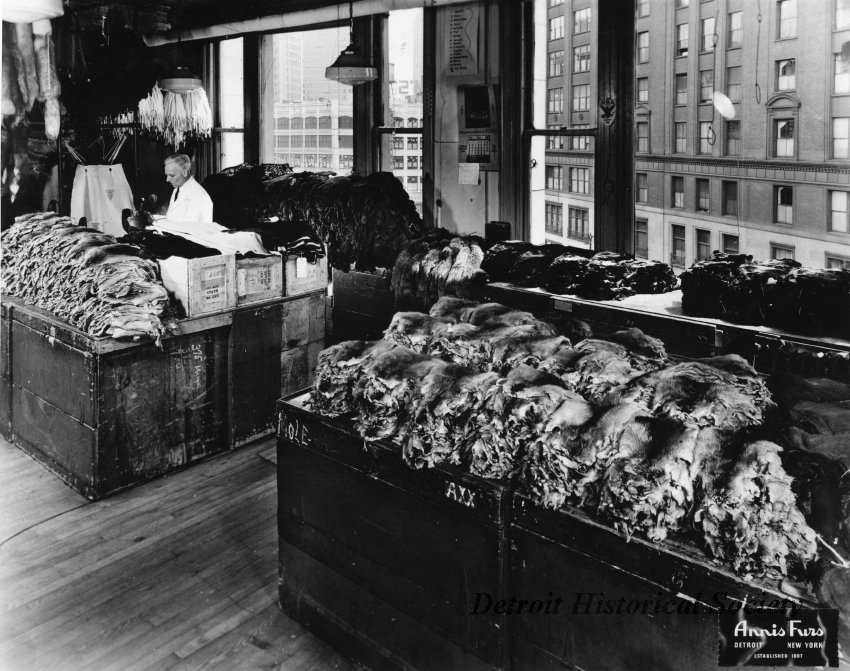
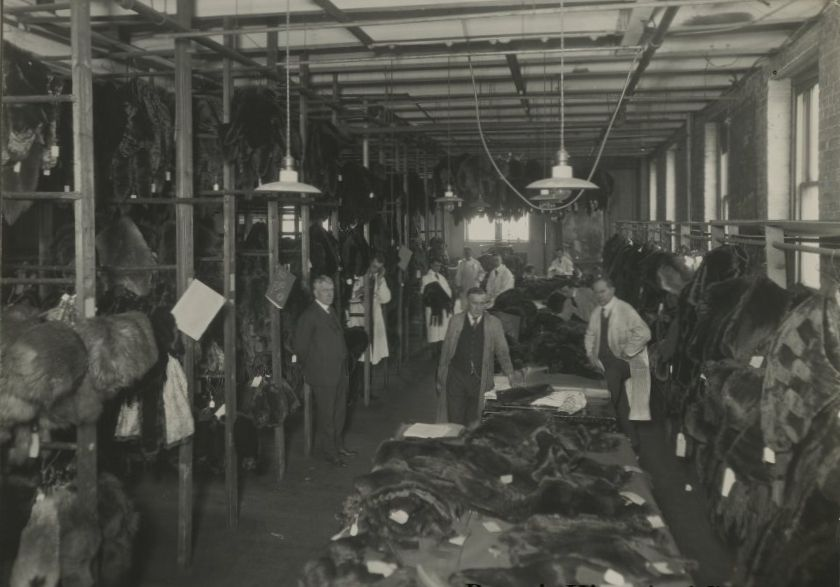

Annis Furs wurde 1887 von Isaac Newton Annis gegründet. Die Familie betrieb bereits den Pelzhandel, sein Vater, ein Händler, tauschte bei den Bauern und Fallenstellern Tabak gegen Pelzfelle ein, die er in Detroit verkaufte. Im Jahr 1880 ging Newton Annis, der selbst schon als junger Mann Felle zusammengetragen hatte, nach Detroit. Im Jahr 1880 wurde er von Frederick Buhl and Company, einem Detroiter Pelzpionier, in der Produktionsabteilung angestellt. Im August 1887 machte sich Annis mit vier Mitarbeitern zunächst in einem kleinen Geschäft in 1505 Woodward, in der Clifford Street südlich des Grand Circus Park selbständig. Hier befand sich das Unternehmen für 36 Jahre.
Im Jahr 1892 meldete eine Detroiter Zeitung: „Newton Annis, Pelzgroßhändler in der 150 Woodward Ave., machte jedem seiner 120 Mitarbeiter passende Weihnachtsgeschenke. Gold- und Silberuhren, Diamantnadeln, Regenschirme und Bankschecks standen auf der Liste. Mr. Annis wurde mit einem silbernen Raucherset seiner Jungs beglückt“. Im Jahr 1895 zog Annis Furs in die Clifford Street in das ehemalige Haus von LB King, das von Frederick Buhls Schwager erbaut worden war.
In einer Anzeige des Jahres 1903 erklärte Annis Detroit zur „Heimat der vertrauenswürdigen Pelze“ und forderte die Leser gleichzeitig auf, ihnen mitzuteilen, wenn ein Händler Annis Furs nicht führt. Passend zur „Motown“ genannten Stadt inserierte man 1911 „MotorFurs - Annis Furs - Home (of Good) Furs“, Automobilistenpelze für die anfangs noch offenen und unbeheizten Fahrzeuge waren ein wichtiger Modepelz geworden.
Bereits 1909 wurde Annis Furs, ein guter Anzeigenkunde, von seiner Heimatzeitung als einer der weltgrößten Pelzhersteller bezeichnet. Annis Furs war ein wichtiger Lieferant von Pelzkonfektion für die amerikanische Modebranche. In den 1920er Jahren beschäftigte das Unternehmen über 120 Arbeitskräfte. Wie damals in Nordamerika auch für ähnliche Branchenunternehmen üblich, versandte man Kataloge mit Modellabbildungen, welche die Endverkäufer ihren Kunden zur Bestellung vorlegen konnten, ohne dass sie diese selbst vorrätig halten mussten. Das Unternehmen expandierte und verkaufte als Großhändler Pelzbekleidung und Mäntel und Jacken mit Pelzbesätzen „von New York bis Chicago“. In den 1910er Jahren erschienen Zeitungsanzeigen, in denen Einzelhändler direkt für Annis Furs warben, zum Beispiel: „Mr. Moore, Newton Annis aus Detroit repräsentierend, wird eine ganze Kollektion der »Berühmten Annis Pelze« vorrätig halten“ – „Kaufen Sie Annis Furs von Mr. Moore, Campbell & Co.“. Annis Furs stellte den Händlern Kommissionsware und Fotos für besondere, zeitlich begrenzte Verkaufsaktionen zur Verfügung, 1949 in einem Inserat: „200 wunderschöne Pelzmäntel, direkt aus den Werkstätten von Annis Furs für dieses Angebot zu uns gebracht. The Ideal Co., Massilon's einziges Kaufhaus im eigenen Gebäude“. Während im Stammgeschäft neben den in der Werbung herausgestellten Lockvogelangeboten vor allem hochpreisige Pelze gezeigt wurden, lag der Schwerpunkt als Pelzkonfektionär eher im Billigbereich. Louis D. Holland, der Repräsentant der Firma, reiste mit einer breit sortierten Kollektion und bot diese in Verkaufsaktionen in Kaufhäusern an.
Ein Foto, etwa 1920, zeigt für das Annis Furs Detailgeschäft vor Ort einen Verkaufsraum im Stil eines anspruchsvoll möblierten Wohnzimmers, mit wenigen hochwertigen Pelzmänteln in Frontalabhängung. Auch in weiteren, größeren Verkaufsräumen waren die teils in Schränken oder separaten Tresoren aufbewahrten Pelze nur in Einzelexemplaren dekoriert. Auf einem Bild sind gleich vier Pelzreinigungsmaschinen zu sehen. Mitarbeiter benutzen bereits Dampfsteamer für die Endbearbeitung fertiggestellter Pelzwaren. Die hochmodernen Kühlanlagen dienten auch zur Sommeraufbewahrung von Kundenpelzen.
In der ersten Etage und der zweiten mit Kleinteilen fand der Verkauf an Privatkunden statt. Die Werkstätten im Annis Fur Building waren 1915 verteilt:
Im Untergeschoss „große moderne Pelzaufbewahrungsanlagen für Kundenpelze“, zusammen mit Pelzen der auf Pelzaufbewahrung für andere Pelzanbieter spezialisierten Murphy Cold Storage Co.
4. Etage „Großhandels-Pelzbesatz-Fabrik.“
5. Etage „Großhandelspelze. Unsere Verkäufer decken fast alle Bundesstaaten ab, um Großhandelsaufträge für Pelze zu erteilen.“
6. Etage: „Einzelhandelspelze. Hier werden tausende unserer selbst hergestellten Pelze verkauft, Pelzmuffe, Pelzschals, Herrenpelze, Mützen, Handschuhe.“
7. Etage: „Pelzfabrik, beschäftigt mehr als 200 qualifizierte Arbeitskräfte mit der Pelzherstellung.“
Silberfuchsfelle erzielten in den 1920er Jahren, trotz der neuen, expandierenden Silberfuchszucht, noch ganz besonders hohe Preise. Eine Foto der Firma aus dieser Zeit zeigt knapp 100 als Pyramide dekorierte Silberfuchsfelle.

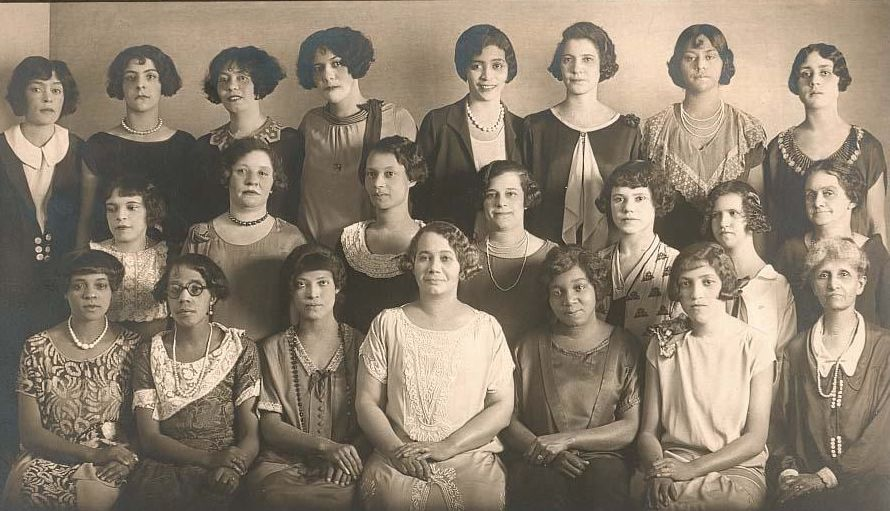
Arbeiterinnen bei Annis Furs. Die erste schwarze Angestellte, Jennie Virginia Allen Turner, sitzt in der zweiten Reihe links, links neben ihr ihre Enkelin. rechts davon steht ihre Tochter Alice. Die Tochter Daisy ist die vierte von links. Die drei bekamen Jobs bei Annis Furs (1920er Jahre).

Die Dichterin Toi Derricote (* 1941) berichtete 2017 in einem Interview, dass ihre Tante sie als Siebenjährige regelmäßig zu ihrer Arbeitsstelle bei Annis Furs mitnahm, wo sich das Mädchen das Geld für ein Mittagessen verdiente. Die Tante, Jennie Virginia Allen Turner, war in der im Untergeschoss gelegenen Versandabteilung tätig. Sie war 1922 von Montgomery, Alabama nach Detroit gezogen und war 1948 die erste Schwarze bei Annis Furs in einer Führungsposition.
Im Jahr 1931 war das Unternehmen so sehr expandiert, dass es in die Library Street Nr. 1274 verlegt wurde, in der sich vorher die Firma L. B. Clifford befunden hatte. Eine Dependence im New Yorker Pelzviertel befand sich 1963 in der 130 West Street Nr. 30, 1977 in der Bagley Street.
Am 1. Juli 1937 hatte Annis Furs noch einen Überschuss von 211.256 Dollar erwirtschaftet. Im Jahr darauf, 1938, verkaufte Newton Annis das Unternehmen, das als Annis Furs weiter betrieben wurde.
Wie es hieß, zwang der „sich ändernde Geschmack“ in den 1970er Jahren Annis Furs sich zu verkleinern, und man zog 1983 zurück in das älteste, 1905 erbaute, von drei Chicagoer Penobscot Buildings. Im Jahr 1986, 99 Jahre nach seiner Gründung, stellte Annis Furs die Geschäftstätigkeit ein. Newton Annis blieb bis zum Schluss Vorstandsvorsitzender.

Verkaufsräume
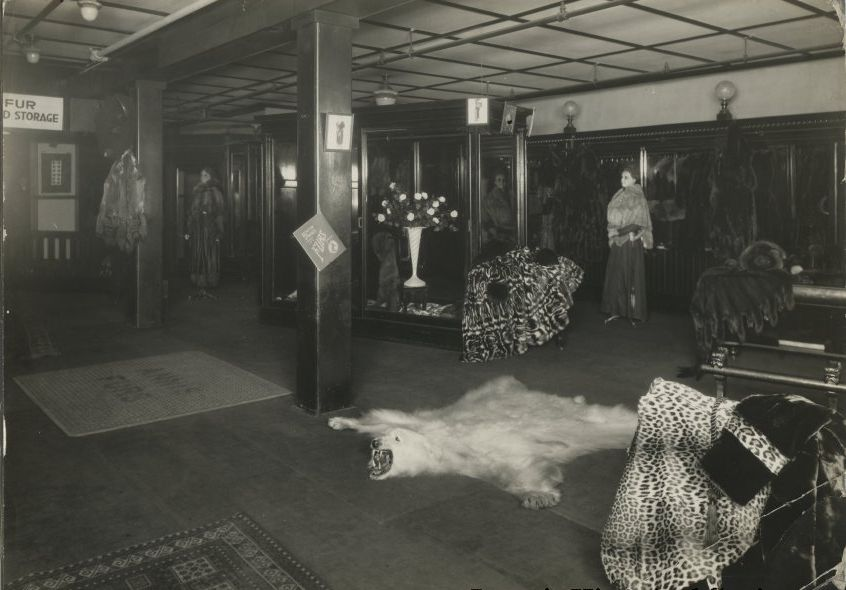
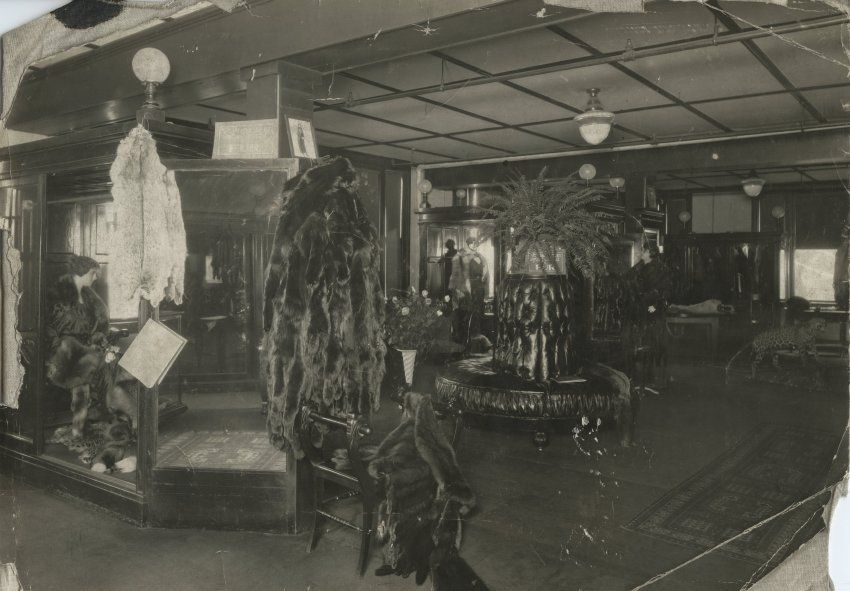
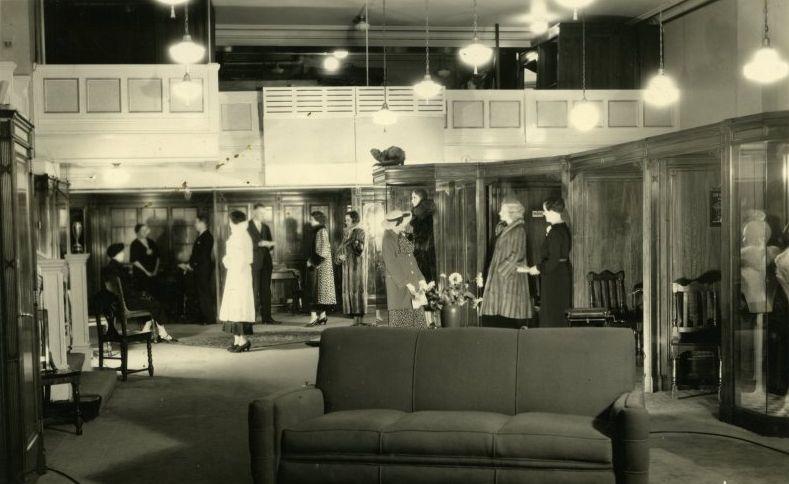
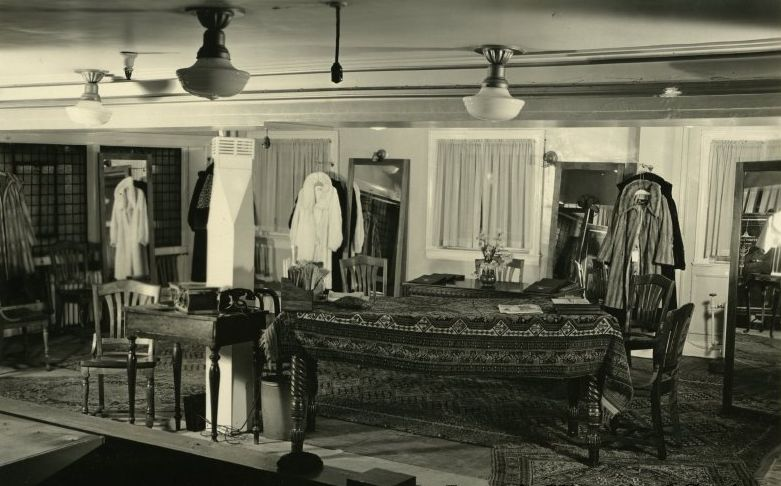
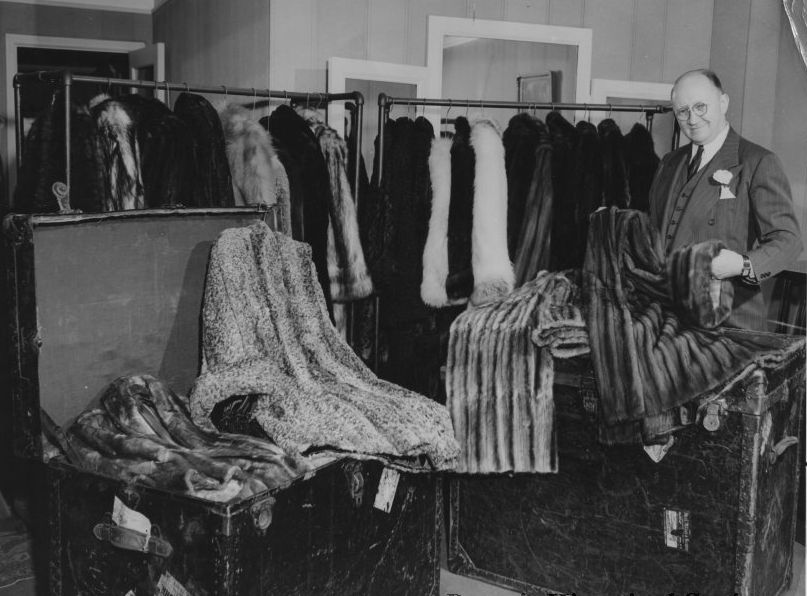
Der Reisende H. Maxwell mit drapierten Pelzen

Werkstätten
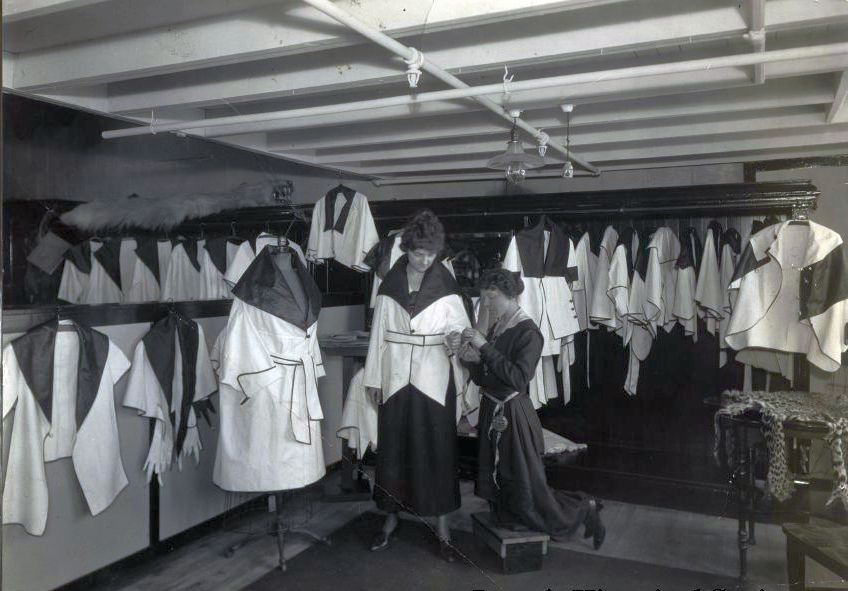
Direktrice mit Nesselschnitten
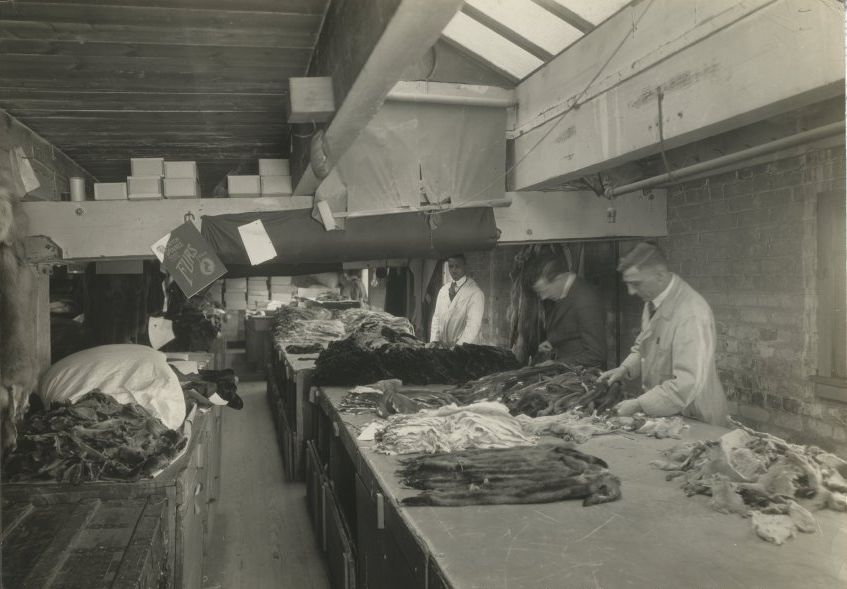
Sortierer
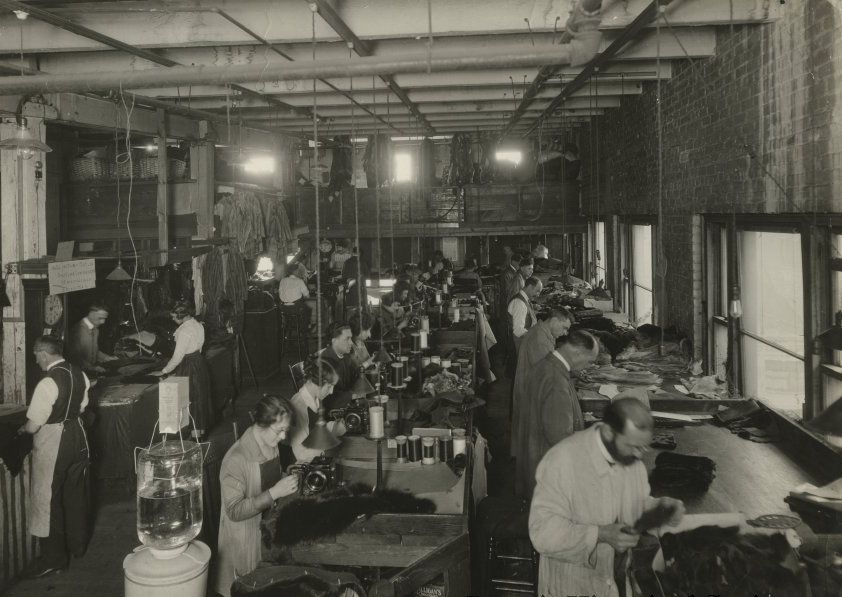
Pelz-Maschinennäherinnen und Kürschner
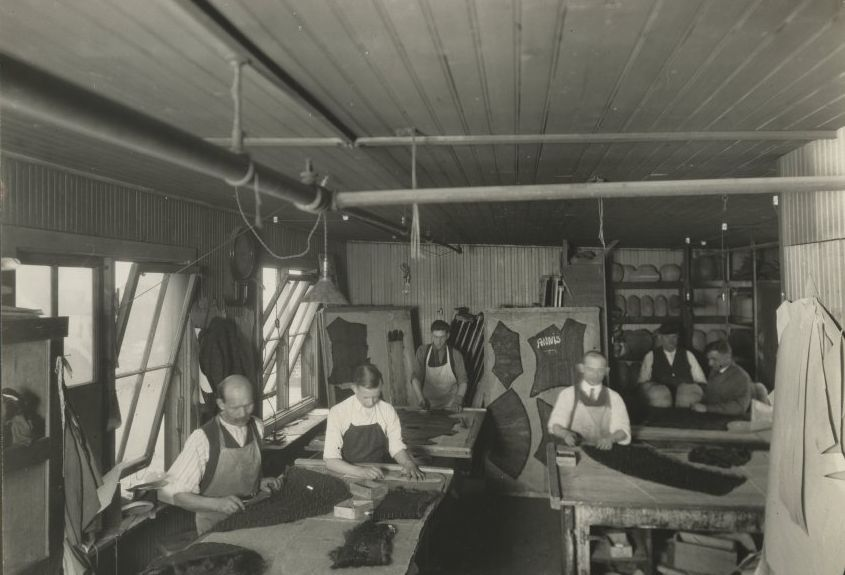
Kürschner und Pelzmützenmacher
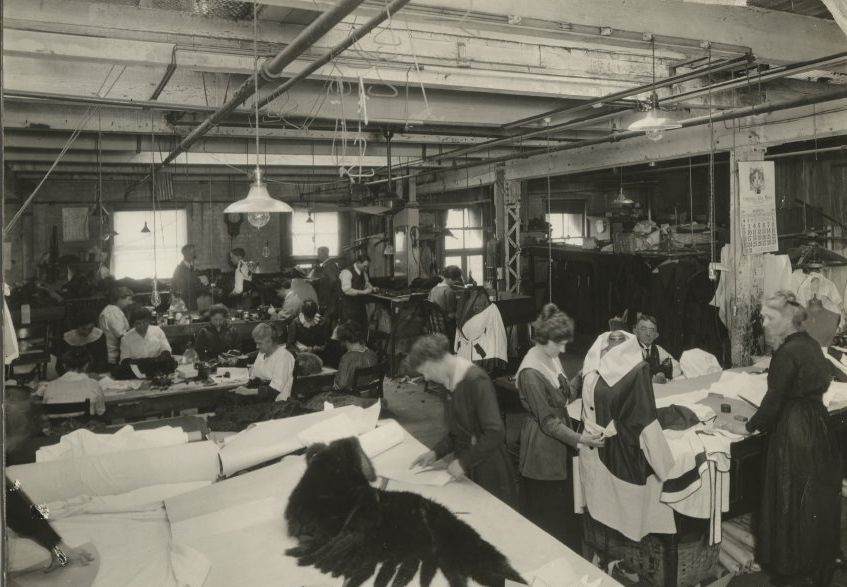
Pelz-Handnäherinnen und Schnittmuster-Zuschneiderinnen
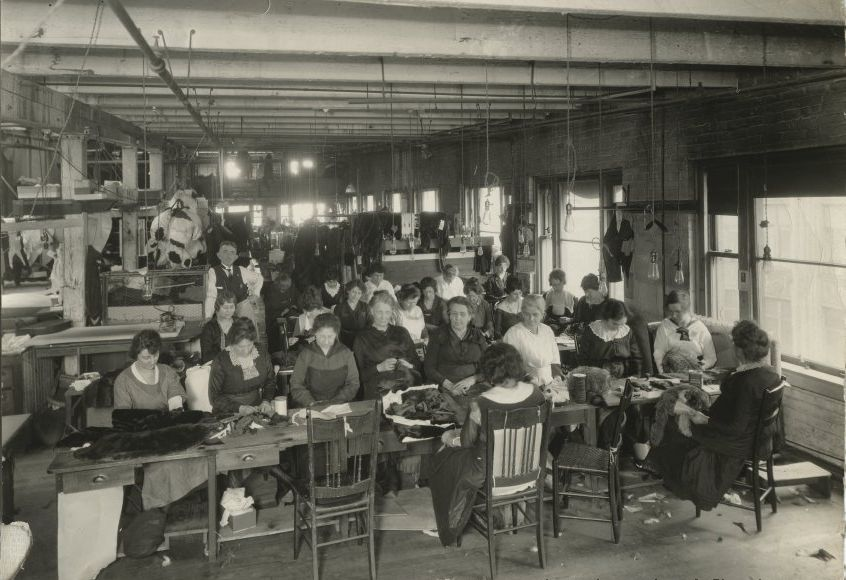
Pelz-Handnäherinnen

- Fell-Lager

## Newton Annis

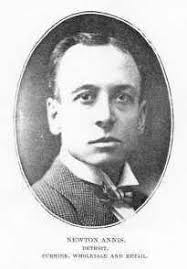
Isaac Newton Annis

Isaac Newton Annis (geb. 22. Oktober 1858; gest. 30. Mai 1939), geboren auf einer Farm in der Nähe von St. Joseph (Michigan) im Berrien County, war der Sohn von Joseph und Berintha (McKee) Annis. Er heiratete im Juni 1925 Clara Culver in Burr Oak (Michigan). Sie hatten zwei Kinder, Ina Louise (1884-1886) und Donald (1888- ?). In den gesellschaftlichen Kreisen Detroits in der ersten Hälfte des 20. Jahrhunderts war Newton Annis eine sehr bekannte und hoch angesehene Persönlichkeit. Der Sohn Donald Annis, Newton Annis' einziges Kind, zum Zeitpunkt seines Todes im dritten Jahr Student der Yale University, war im Alter von nur 19 Jahren an einer Lungenentzündung gestorben.
Newton Annis starb 82-jährig in seinem Haus in der Burns Street 2168 im Detroiter Stadtteil Indian Village, er wurde auf dem Woodlawn Cemetery beigesetzt.

## Annis Furs Building
Detroit verfügt über bedeutende Zeugnisse amerikanischer Architektur. Eines davon, das LB King and Company Building, von Annis in Annis Furs Building umbenannt, bildet den westlichen Endteil eines Häuserblocks, Library Street Haus Nr. 1274, des Weiteren umgeben von der E Grand River Avenue und der Stichgasse The Belt. Das sechsstöckige Stahlrahmen-Gebäude hat eine Fläche von  45.686 Quadratfuß. Die Fassade besteht aus weißem Terrakotta, die beiden unteren Stockwerke heute praktisch vollständig aus Glas. Die oberen Stockwerke sind in vier vertikale Abschnitte unterteilt, die jeweils Fenster im „Chicago-Stil“ enthalten. Auf dem Gebäude befindet sich ein künstlerisch gestaltetes Gesims in italienischer Art, das 1926 hinzugefügt worden war.
Das Gebäude des im 20. Jahrhundert dort häufigen Architekturstils, dem Chicago Commercial Style, wurde 1911 für die Louis Buhl King & Company erbaut und von den Architekten James S. Rogers und Walter MacFarlane entworfen. Der Auftraggeber des Gebäudebaues, der Detroiter Louis Buhl King, war Präsident des von seinem Vater im Jahr 1894 gegründeten Geschirr- und Glaswarenunternehmens King & Company mit dem Schwerpunkt des Porzellanhandels. Im Jahr 1910 vergab er den Auftrag für das Geschäfts- und Bürogebäude, das bereits 1911 fertiggestellt wurde. Im Jahr 1932 entstanden hier die Einzelhandels-, Werkstatt- und Büroflächen der Annis Fur Company.
Im Oktober 1987 erwarb die Anwaltskanzlei Patterson, Phifer & Philips das Gebäude und ließ es über drei Jahre hinweg für 1,8 Millionen US-Dollar restaurieren. Es ist unklar, was von dem alten Glanz des Gebäudes zu diesem Zeitpunkt noch übrig war, das Innere war wohl völlig heruntergekommen, vom Gebäude blieben nur die Außenmauern erhalten. Die Detroit Free Press berichtet am 5. September 1988: „Jahrelang war das Annis Furs Building nur ein weiterer Schandfleck […] versteckt hinter den Fensterläden des Hudson's-Laden. […] Achtundsiebzig Jahre Schmutz wurden vom Annis Furs Building gespült und zum ersten Mal seit Jahrzehnten kommt seine strahlend weiße Terrakotta zum Vorschein“.
Obwohl es die Firma Annis Historic Properties war, die  das Gebäude sanierte, erhielt es nach Abschluss der Renovierungsarbeiten einen neuen, an sein erstes, das LB King Building, erinnernden Namen. Das Gebäude ist seit 1987 im National Register of Historic Places aufgeführt und als Michigan State Historic Site ausgewiesen. In den nächsten Jahrzehnten zogen verschiedene Mieter ein, im obersten Stockwerk entstanden Wohnungen. Im Jahr 2023 gehörte das Gebäude der Dan Gilberts Bedrock-Gruppe und Curis Enterprises, die es im Januar 2015 erworben hatten. Sie ließen Modernisierungen durchführen und eine Restaurierung des Gewölbes sowie der Fassade. Zur Zeit der Übernahme besaß Dan Gilbert mehr als 60 Immobilien in der Detroiter Innenstadt. Im August 2022 zog in den ersten Stock des Gebäudes mit Gucci wieder eine Lususmodemarke ein.

Annis Furs Building
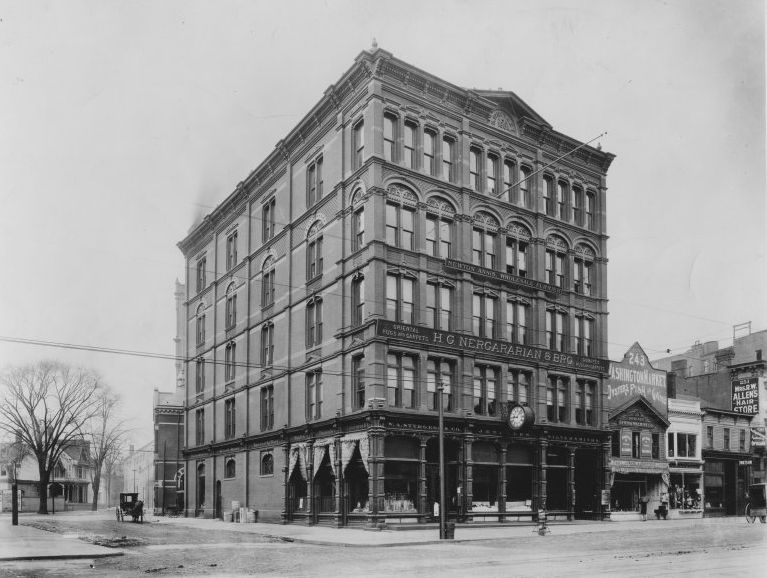
„LB King and Company Building“ ca. 1890
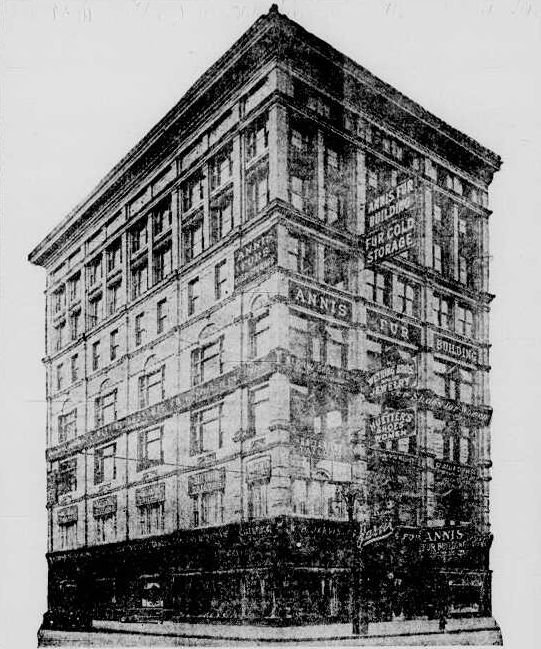
„Annis Furs Building“ 1914
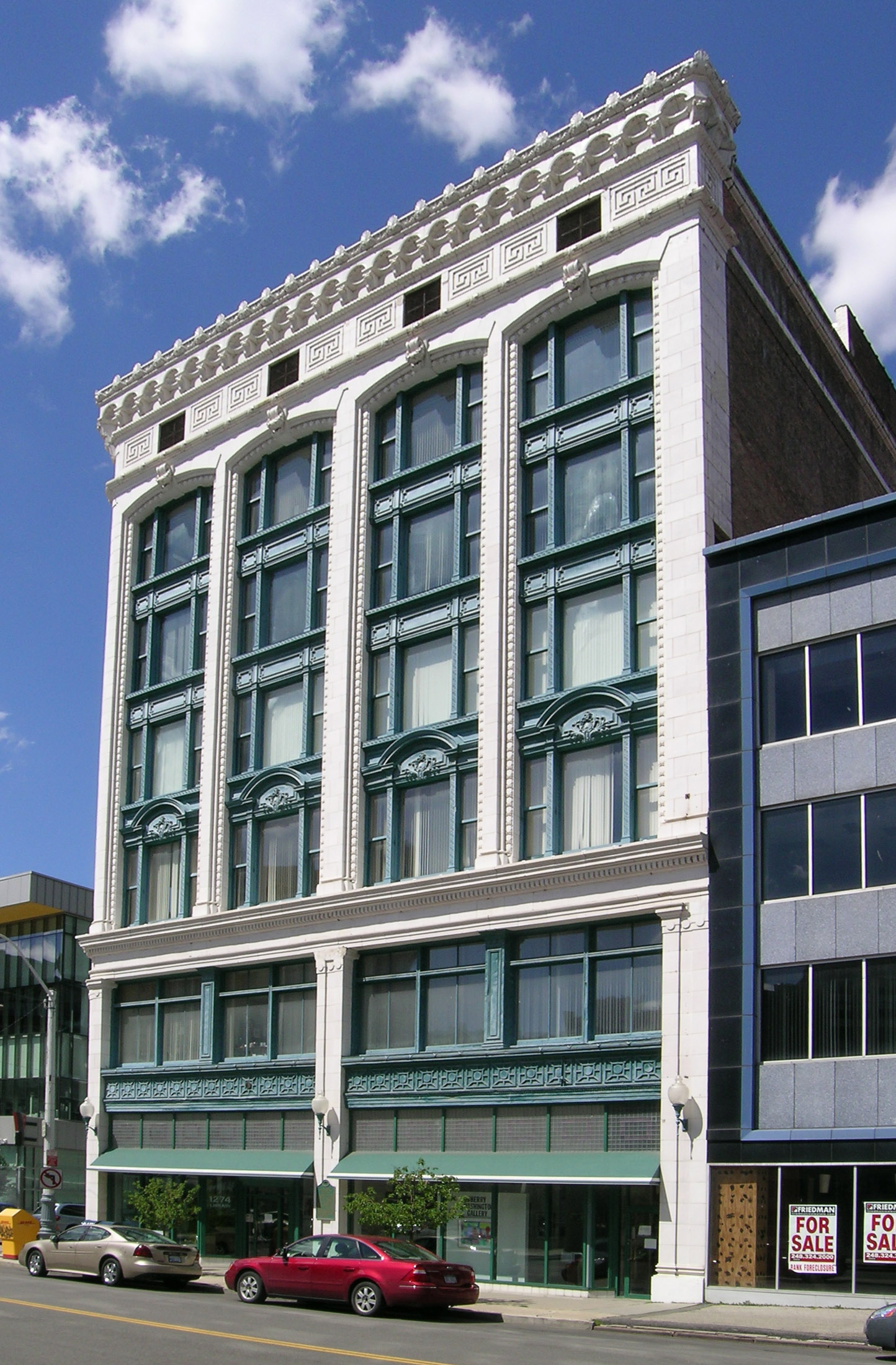
„L. B. King Building“ 2008

## Reminiszenz
In den 1950er Jahren bot Annis Furs unter der Bezeichnung „Jonny Mink“ („Jonny Nerz“) einen Toillettensitzbezug aus naturfarbenem silverblue oder weißem Nerzfell an. Der Historiker Jonathan Faiers erwähnte dies in seiner 2020 erschienenen soziologischen Geschichte des Pelzes. Er sah in dem Angebot des „prominenten New Yorker und Detroiter Kürschners“ „einen geeigneten skatologischen Tiefpunkt der Mitte des zwanzigsten Jahrhunderts herrschenden Begeisterung für surrealistisch inspirierte pelzbezogene Gegenstände“.